# 小野田藍
小野田 藍（おのだ あい、1988年 - ）は、日本の画家。

## 概要
群馬県前橋市生まれ。
2014年武蔵野美術大学造形学部芸術文化学科卒業。同年日本郵便入社（2020年退職）。2020年より東京芸術大学大学院に在籍。
2022年より武蔵野美術⼤学芸術⽂化学科研究室助⼿。
「越後妻有アートトリエンナーレ 2015 限界芸術百選」「前橋映像祭2021」「BankART Under 35 2022」に参加。

## 展示
- 「前橋の美術2024 ―やわらかなバトン―」（2024年、アーツ前橋）[5]
- 「３人展：伊藤乃愛 / 武内遥也 / 山本千愛」（企画、2024年、広瀬川コート中澤庵）[6]
- 「Ai Onoda“Vexations” by Erik Satie New York University」（2024, New York University）[7]
- 「「Vexations」（Erik Satie）−小野田藍によるピアノの演奏」（2024年2月17日（土）11:00から18日（日）7:00まで、山小屋）[8]
- 「タクシーのりば」（2018年、前橋文化服装専門学校アートスペース）[9]

## メディア
Dadada!TVを2017年から2020年まで行う。出演者は白川昌生、内田望美、藤原秦佑、彦坂尚嘉、衣真一郎、泉太郎、会田誠、加藤翼、若山満大、居原田遥などがいる。

## 作風
フェイスブックやインスタグラムに流れる広告やニュース画像を素朴なテイストで毎日表現している。